# Asplenium macilentum
Asplenium macilentum là một loài dương xỉ trong họ Aspleniaceae. Loài này được Kunze ex Klotzsch mô tả khoa học đầu tiên năm 1847.

## Hình ảnh

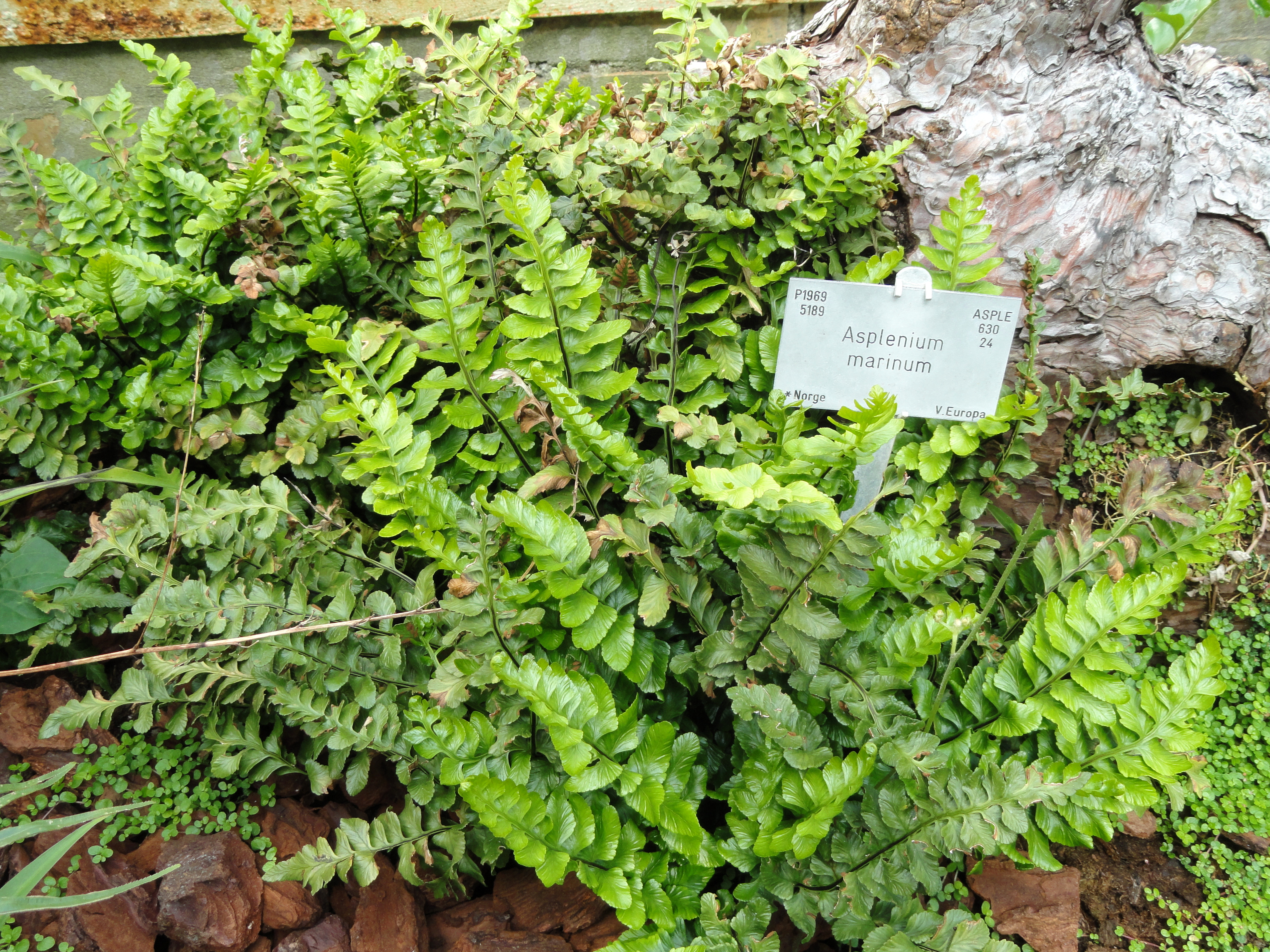